# Ivan Miladinović
Ivan Miladinović (serbisch-kyrillisch Иван Миладиновић; * 14. August 1994 in Ćuprija) ist ein serbischer Fußballspieler.

## Karriere
Miladinović begann seine Karriere beim FK Jagodina. Zwischen 2013 und 2014 spielte er für Jagodinas Farmteam FK Tabane. Im Januar 2015 wechselte er leihweise zum Zweitligisten Sloga Kraljevo. Für Sloga kam er zu 13 Einsätzen in der Prva Liga. Zur Saison 2015/16 kehrte er wieder zu Jagodina zurück. Im Juli 2015 debütierte er schließlich gegen den FK Mladost Lučani in der SuperLiga. In der Saison 2015/16 kam er zu 22 Einsätzen in der höchsten serbischen Spielklasse, aus der er mit Jagodina zu Saisonende allerdings abstieg.
In der Saison 2016/17 machte Miladinović 27 Spiele in der Prva Liga. Im August 2017 wechselte er zum Erstligisten FK Radnički Niš. In Niš spielte er 18 Mal in der SuperLiga. Zur Saison 2018/19 wechselte der Innenverteidiger nach Russland zum Zweitligisten FK Sotschi. Für Sotschi absolvierte er in seiner ersten Spielzeit im Ausland 32 Spiele in der Perwenstwo FNL. Mit Sotschi stieg er zu Saisonende in die Premjer-Liga auf. In der Saison 2019/20 kam er zu 22 Einsätzen in der höchsten russischen Spielklasse. In der Saison 2020/21 kam er zu 24 Einsätzen in der Premjer-Liga.
Im Juli 2021 wurde er an den Ligakonkurrenten FK Nischni Nowgorod verliehen. Für Nischni Nowgorod kam er während der Leihe zu 14 Einsätzen. Zur Saison 2022/23 kehrte der Serbe wieder nach Sotschi zurück. Dort absolvierte er in jener Spielzeit neun Partien. In der Saison 2023/24 machte er bis zur Winterpause 17 Partien.
Im Februar 2024 wechselte Miladinović nach Kasachstan zu Tobyl Qostanai.